# Cratere Kuan Han-Ch'ing
Kuan Han-Ch'ing  è un cratere sulla superficie di Mercurio.